# Macrofalosomía

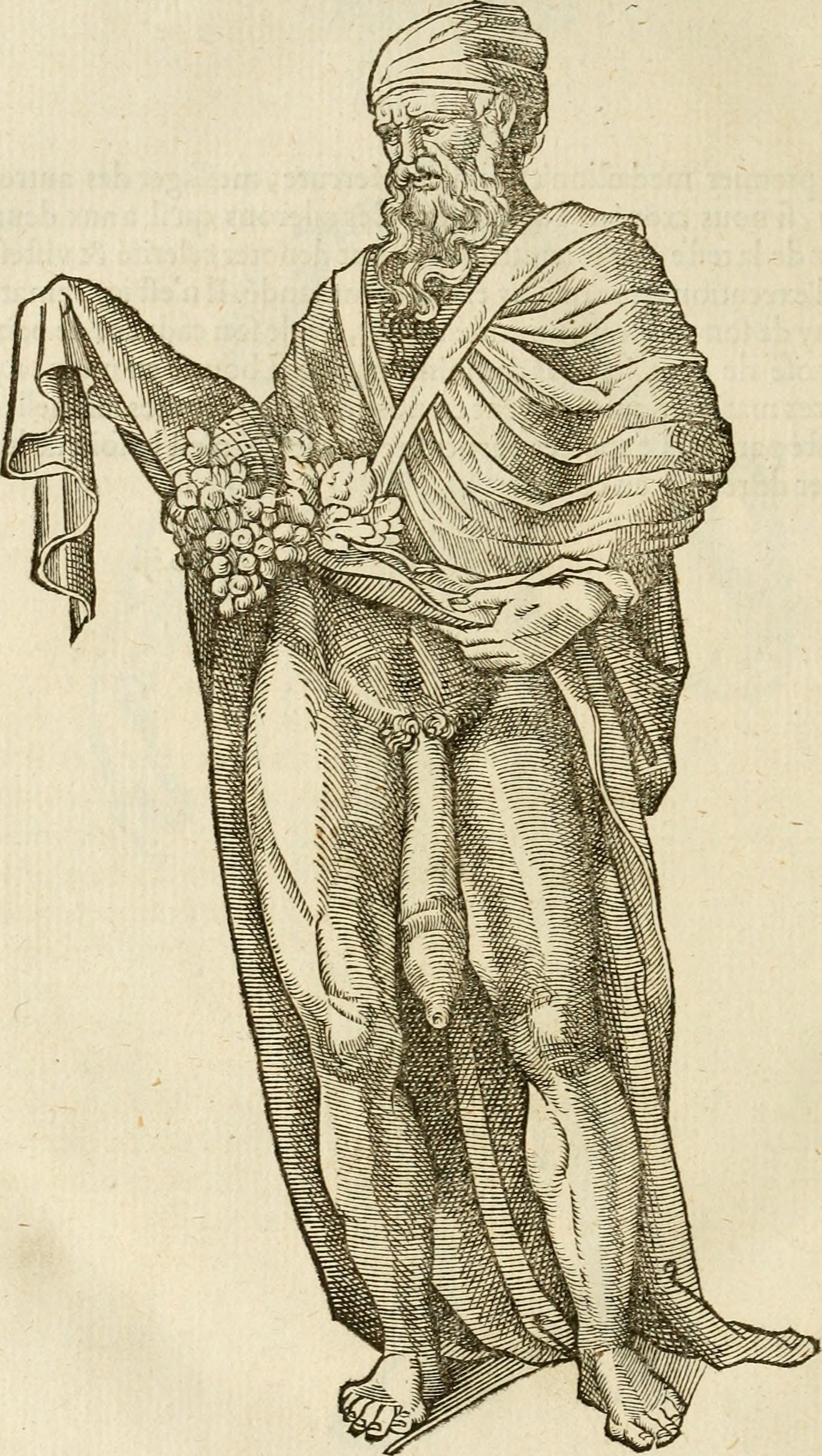
Macrofalosomía en el arte

Se conoce como macrofalosomía, también llamada a veces macropene, a una condición física en la cual un varón posee un miembro viril de grandes dimensiones.
Algunos consideran erróneamente a la macrofalosomía una enfermedad como tal, llegando a relacionarla incluso con la elefantiasis y la acromegalia, siendo esta —la macrofalosomía—  una condición genética, dependiente principalmente de los caracteres sexuales heredados por el individuo a través de sus progenitores. Es solo en casos muy excepcionales de hombres macrofalosómicos que sí se la puede llegar a considerar como una enfermedad por sí misma cuando el individuo en cuestión, siendo ya un hombre adulto —no adolescente— sigue presentando un lento y progresivo crecimiento del pene a lo largo del tiempo, pero en estos casos muy particulares, el crecimiento peneano pospubertad no se debe de ningún modo a causas genéticas, sino más bien esto obedece a un desorden de carácter hormonal, ubicado a nivel de la glándula Hipófisis, la cual es responsable —entre otras cosas— de controlar el crecimiento de cada una de las partes del cuerpo.
Recordemos que el crecimiento del pene y del cuerpo en general cesa al finalizar la adolescencia; cualquier crecimiento peneano que se produzca más allá de este período de tiempo se considera ya como anómalo y debe ser atendido por los especialistas médicos pertinentes, valga decir, sexólogos o endocrinólogos. La macrofalosomía no es una enfermedad excepto cuando perjudica emocional o físicamente a un varón.
En algunos casos de hombres macrofalosómicos con tamaños de penes realmente muy exagerados, la realización del acto sexual resulta sumamente incómodo para ambas partes de la pareja, tanto para el hombre por la imposibilidad de llegar a penetrar a fondo a su pareja como para su pareja, por la incomodidad y el dolor que produce la penetración en sí. La mayoría de estos individuos se ven obligados a mantener coitos en ciertas y determinadas posiciones muy inusuales y, tratando en la medida de lo posible, el evitar las penetraciones muy profundas, así como también el abstenerse en realizar coitos con embates copulatorios muy enérgicos, lo cual conduciría a una relación sexual por demás molesta y dolorosa.
Se considera macrofalosomía a un miembro viril desde los 18 cmhasta los 24-26 cm de largo. Las investigaciones científicas establecen que un pene que mida más de 24-26 cm de largo es catalogado como megapene o megalofalia peneana.